# Phil Ivey
Phil Ivey eller Phillip D. Ivey (født 1. februar 1977) er en professionel amerikansk pokerspiller, som er født i Riverside, Californien. 
Han har vundet 9 World Series of Poker (WSOP) armbånd. 1 i 2000, 3 i 2002, 1 i 2005, 2 i 2009, 1 i 2010 og 1 i 2013 disse 9 armbånd indbragte ham mere end $1,9mio. Derudover vandt han også sæson 6 World Poker Tour (WPT) turneringen i Los Angeles, L.A. Poker Classic. Den indbragte ham $1,596,100, som er hans største sejr til dato. Phil Ivey var ikke helt ny ved et WPT finalebord, faktisk har han været på finalebordet, hele 8 gange, som er rekord). Alene på World Poker Tour'en, har han vundet mere $3mio. 
Igennem hele hans pokerkarriere har han tjent mere end $13mio. Han betragtes lige nu som en af verden bedste all-round spillere, både online og live (cash-game såvel som turneringer). Desuden er han en af de mest frygtede og frygtløse spillere i verden. På WSOP's prestige fyldte bracelet- (armbånd) liste indgår Phil Ivey som nr. 5, kun 3 armbånd fra førstepladsen som indehaves af "The Poker Brat", Phil Hellmuth med 12 stk.

## Barndom/Tidligere år
Ivey blev født i Riverside, Californien. Han flyttede med sin familie til Roselle, New Jersey, da han var tre måneder gammel. Her udformede han sine spillefærdigheder i poker blandt sine medarbejdere på New Brunswick, New Jersey telemarketing firma. Lige nu bor han i Las Vegas sammen med sin kone, Luciaetta. 
Hans kælenavne er "Tiger Woods of Poker" og "No Home Jerome", hvor sidstnævnte opstod da han brugte et falsk ID-kort for at komme ind på et Casino. 
Ifølge ham selv har han en Mercedes-Benz SLR McLaren

## Poker turneringer

### World Series of Poker
Lige for øjeblikket fokuserer Ivey mest på Cash Gamefrem for turneringer. Han er den eneste, samt Ted Forrest,Phil Hellmuth, Puggy Pearson og Jeffrey Lisandro der har vundet 3 armbånd på bare et enkelt år. I 2000 var han den første nogensinde til at besejrede legenden Amarillo Slim på et WSOP finalebord. Udover hans 7 World Series armbånd, har Ivey haft stor succes i WSOP Main event. Han er kommet i top 25 i år 2002, 2003, 2005 samt år 2009. 
I 2009 vandt Ivey både sit 6. – og sit 7. armbånd ved WSOP. Ved den første event besejrede han et felt på 147 i den noget ukendt pokervariant $2.500 No-Limit 2-7 Draw Lowball. Da der kun var 2 tilbage (Heads-up) besejrede han efter mange timers spil John Monette. 
Den 2. turnering han vandt, var et mix mellem Omaha og Seven Card Stud Hi/Lo. Her betalte han $2.500 for at være med. Efter at have besejret 376 spillere kunne han til sidst hæve sit andet WSOP-armbånd i 2009. 
Samme år blev han også nummer 22 i en $5.000 PLO Hi/Lo event. Dette skete på trods af, at han samtidigt spillede Stud-eventen, men da der ind imellem var pauser, tog han sin tørn i denne event.

### Andet ved World Series of Poker
Da Phil nåede sit første finalbord i 2009, var det ikke førstepræmien på godt $100.000 der gjorde ham sulten, men derimod en række sidevæddemål (såkaldte "prob-bets") med andre poker-spillere. Han gik selvfølgelig hen og vandt (trods hans chipsstack i starten). Eftersigende skulle han have haft modtaget op mod $10mio for sin sejr, fra andre pro'es, heriblandt Full Tilt bossen, Howard Lederer. Selvsamme Lederer væddede inden WSOP 2010 med Ivey om at sidstnævnte kunne vinde 2 armbånd indenfor 2010-2012. Hvis han ville være i stand til det, kunne der angiveligt vanke mere end $5m i de såkaldte prob-bets (underlige væddemål). Ved HORSE-finalebordet, var Ivey oppe imod store pokerspillere/stjerner som Bill Chen (HU), John Juanda og Jeff Lisandro.
Med sine 2 armbånd, og andre store cashes under WSOP 2009, blev han nr 4 på WSOP Player of Year Listen. 113 point fra vinderen Jeffrey Lisandro, der samme år vandt 3 armbånd. 
2009 blev et rigtigt saftigt år for Ivey. Han nåede hele vejen til finalebordet i WSOP's hovedevent (Main event), den såkaldte Main event, hvor han sluttede som nummer 7 til godt $1,4 mio. 

WSOP-Armbånd
| År   | Turnering                          | Gevinst (US$) |
| ---- | ---------------------------------- | ------------- |
| 2000 | $2,500 Pot Limit Omaha             | $195,000      |
| 2002 | $2,500 Seven Card Stud Hi/Lo       | $118,440      |
| 2002 | $2,000S.H.O.E.                     | $107,540      |
| 2002 | $1,500Seven Card Stud              | $132,000      |
| 2005 | $5,000Pot Limit Omaha              | $635,603      |
| 2009 | $2,500 2-7 Lowball                 | $96,367       |
| 2009 | $2,500 Omaha/Seven Card Stud Hi/Lo | $220,538      |
| 2010 | $3,000 H.O.R.S.E.                  | $329,840      |

### World Poker Tour
Da han vandt sin første WPT sejr, i 2008, på Commerce Casino(WPT turneringen L.A. Poker Classic), besejrede han bl.a. 11 armbånds pokerspilleren Phil Hellmuth og Nam Le. Ivey har cashet 11 gange på World Poker Tour, hvor 8 af dem var på finale – og tv-bordet.

### Andre resultater
Phil Ivey har også været i Europa, hvor han har spillet PokerStars.com's European Poker Tour(EPT). Hans største resultat her, var da han i sin debut, blev nr. 2 i EPT Barcelona Open sæson 3 i Spanien. Heads-up blev han besejret af nordmanden Bjørn-Erik Glenne. Dette resultat gav Ivey €371,000 eller ca. $520.000. 
Den 20. november 2005, vandt Phil Ivey $1.000.000 i Monte Carlo Millions. Blot en dag efter dette, vandt han $600.000 i FullTiltPoker.Net Invitational Live i Monte Carlo. Her vandt han over pokerens helt store stjerner, som talte Mike Matusow, Phil Hellmuth, Gus Hansen, Chris Ferguson, Dave Ulliott, og John Juanda. 

### High Stakes
Ivey er en regelmæssig deltager i $4.000-$8,000 Mixed Cash Game på Bellagio Hotellet i Las Vegas (ofte kaldet Big Game). I februar 2006, spillede han Heads-up Limit Texas Hold'em mod Texas milliardæren Andy Beal. Med indsatser (blinds) på $25.000/$50.000, vandt han over $16.000.000 i løbet af tre dage. 
Den 22. januar 2007, vandt Phil NBC's Poker After Dark Sit and Go Cash game foran Mike Matusow, Tony G, Andy Bloch, Phil Hellmuth og Sam Farha. Her tog han $120.000 med sig hjem. 
Den 15. april 2007 spillede han heads-up igen. Her stillede Phil Ivey op i NBC's "National Heads-Up Poker Championship". Han tabte dog i første runde til skuespilleren Don Cheadle. Det var 3. år i træk at Phil gik ud i første runde. Dog nåede han langt i samme turnering i 2008, men den senere vinder af selvsamme turnering Chris "Jesus" Ferguson stoppede ham i semifinalen.
Phil Ivey var en af de spillere, der deltog/optrådte i sæson tre af GSN's High Stakes Poker. Bl.a. blev han bluffet af canadieren Brad "Yukon" Booth i en kæmpemæssig pot.

## Online
Tidligere spillede han online hos Full Tilt Poker, som lukkede i 2011. Her spillede han de højeste cash games, med blinds op til $500/$1.000. (faktisk var nogle Stud borde opkaldt efter ham, som havde blinds helt op til astronomiske $2.000/$4.000) Han spiller primært Pot-Limit Omaha, men han er måske pokerverdenens mest all-rounde spiller af alle (dvs. at han kan mestre alle poker-varianter glimrende). 

## Gambling
Hver tirsdag laver Ivey og hans gode ven Barry Greenstein (også kendt pokerspiller) et program der hedder "Tuesdays with Ivey". Her ringer – og interviewer Barry Ivey. De kan tale om alt muligt, lige fra Kinapoker til et kæmpe udstik på en Super Bowl kamp i USA. I denne telefonsamtale, sagde Ivey at han ville spille for $1.000.000 på Super Bowl-kampen mellem Pittsburgh Steelers og Arizona Cardinals. Han sagde dog ikke hvilket hold han havde placeret pengene på. 
Sidste år (2008) tabte han et syv-cifret dollar-bleøb på NBA-finalen, hvor han havde satset på at L.A. Lakers ville vinde.
Barry og Ivey har før spillet Kinapoker om $10.000 pr point. Ivey har ifølge Greenstein vundet 19 ud af 20 omgange de har spillet, men den ene gang han vandt, vandt han også et sted mellem 700 – og $800.000. 
Udover det spiller han også golf om mange penge med de forskellige poker pro'es. Han har bl.a. deltaget i World Series of Golf, som er en blanding af golf og poker. Her blev han nummer 3.